# Sphallowithius
Genre
Sphallowithius est un genre de pseudoscorpions de la famille des Withiidae.

## Distribution
Les espèces de ce genre sont endémiques de l'île de Sainte-Hélène.

## Liste des espèces
Selon Pseudoscorpions of the World (version 3.0) :
- Sphallowithius excelsus Beier, 1977
- Sphallowithius inhonestus Beier, 1977

## Publication originale
- Beier, 1977 : Pseudoscorpiones. La faune terrestre de l'île de Sainte-Hélène IV. Annales du Musée Royal de l'Afrique Centrale, Zoologie, sér. 8, vol. 220, p. 2-11.